# Isabel Contreras Rodríguez
Isabel María Contreras Rodríguez (Ceuta, 25 de febrero de 1989) es una deportista española que compite en piragüismo en la modalidad de aguas tranquilas.
Ganó una medalla de bronce en el Campeonato Europeo de Piragüismo de 2022, en la prueba de K1 1000 m. Participó en los Juegos Olímpicos de Tokio 2020, ocupando el 19.º lugar en la prueba de K1 500 m.

## Palmarés internacional
| Campeonato Europeo | Campeonato Europeo | Campeonato Europeo | Campeonato Europeo |
| Año                | Lugar              | Medalla            | Competición        |
| ------------------ | ------------------ | ------------------ | ------------------ |
| 2022               | Múnich (Alemania)  | Medalla de bronce  | K1 1000 m          |